# Aleksandr Valentinovič Amfiteatrov

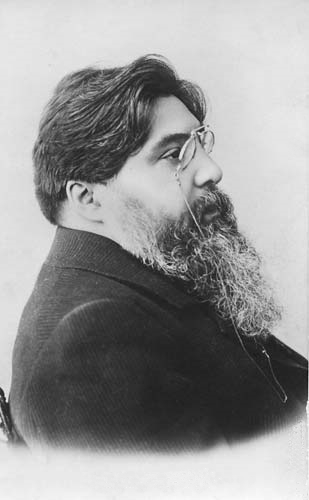
Aleksandr Amfiteatrov

Aleksandr Valentinovič Amfiteatrov, in russo Александр Валентинович Амфитеатров? (Kaluga, 26 dicembre 1862 – Levanto, 26 febbraio 1938), è stato uno scrittore russo.

## Biografia
Figlio di Valentin, rettore della cattedrale del Cremlino di Mosca, e di Elizaveta Čuprova, figlia d'un arciprete e sorella di Aleksandr Čuprov. 
Nel 1885 si laurea in giurisprudenza all'Università di Mosca, ma presto si dedica all'attività di giornalista e di scrittore.

Dal 1882 collabora alle riviste Budil'nik e Oskolki e al quotidiano Russkie vedomosti scritto nella compagnia del Teatro Mariinskij. Studia anche canto in Italia e si esibisce come baritono a Tbilisi e Kazan'. 
Nel 1889 decide d'interrompere la sua carriera operistica per dedicarsi al giornalismo.
Dopo aver lavorato nel giornale moscovita Novoe Vremja, nel 1899 fonda con Doroševič il giornale Rossija, soppresso nel 1902 per aver pubblicato una satira sulla famiglia reale. 
Nello stesso anno è esiliato in Siberia, dove firmando con uno pseudonimo continua la sua collaborazione a diversi quotidiani. Fa ritorno in occasione della Guerra russo-giapponese. 
Visita la Francia dove aderisce alla massoneria nel 1905. È poi in Italia, nel Levante ligure dove si stabilisce e si dedica alla scrittura.
Nel 1913 la sua vista fa fortemente peggiorando, pregiudicando la sua attività editoriale.
Nel 1916 fa ritorno in Russia e dirige il quotidiano nazionalista Russkaja Volja. A seguito dei continui attacchi al governo è confinato a Irkutsk nel 1917, ma dopo la Rivoluzione di febbraio fa ritorno a Pietrogrado, dove scrive diversi articoli nei quali attacca i bolscevichi fino a quando questi decretano la fine della libertà di stampa. Deve dedicarsi all'attività d'insegnante e di traduttore.
Lascia la Russia con la famiglia nell'agosto del 1921. Fino alla primavera del 1922 vive a Praga per poi stabilirsi in Italia nel Levante ligure dove scrive per diversi giornali di emigrati e accoglie artisti ed intellettuali.
Muore a Levanto all'età di 75 anni.
Dalla moglie Illaria Sokolov (famosa cantante e pianista, allieva di Rimskij-Korsakov) ha avuto quattro figli: Vladimir (giornalista e scrittore), Daniele (compositore e direttore d'orchestra), Massimo (musicista) e Roman.

## Opere
Ha trattato vari temi di grande spessore culturale e sociale. Si è occupato dei suoi contemporanei con Uomini degli anni Ottanta (1907) e Uomini degli anni Novanta (1910), della prostituzione in Mar' ja Lus' eva (1904) e del femminismo in Viktorija Pavlovna (1903).